# 東洋キネマ
東洋キネマ（とうようキネマ、1922年1月1日 開業 - 1970年代 閉館）は、かつて存在した日本の映画館。閉館後も、1992年（平成4年）に解体されるまで、その戦前の建築物が親しまれた。

## 略歴・概要

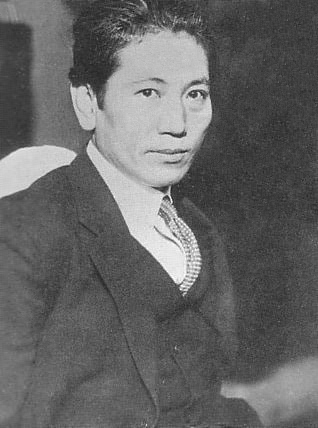
東洋キネマのこけら落としで活弁を行った徳川夢声

1921年（大正10年）12月31日、東京市神田区神保町2丁目5番地（現在の東京都千代田区神田神保町2丁目10番）、新聞広告を打ち、翌1922年（大正11年）1月1日から開業した。開業初日の解説は活動弁士・徳川夢声、演奏はハタノ・オーケストラであった。オープニング番組は、大正活映が製作した旧作と洋画を上映した。
基本的には洋画を上映したが、オープニングで大正活映作品を上映した縁で、ヘンリー小谷が設立したヘンリー小谷映画製作、栗原トーマス監督による映画『続アマチュア倶楽部』を1923年（大正12年）4月13日に封切り上映している。この頃になると徳川に加え松井翠声、大辻司郎らが解説を担当する様になる。
本邦初の耐震耐火鉄筋コンクリート建の常設映画館とのふれこみで華々しく開館した東洋キネマであったが、同年9月1日の関東大震災で呆気無く倒壊した。このとき東洋キネマ内では一人の犠牲者も出さなかったが、映画館の外壁が四方に開いて倒壊したことで周囲に夥しい犠牲者を出した。弁士の徳川やハタノ・オーケストラは震災から二カ月後に早くも再開した目黒キネマに移籍、目黒キネマは同じく焼け残った新宿武蔵野館とともに凄まじい観客動員記録を作った。これを見た東洋キネマも再興を急ぎ、同年12月25日にバラック建築で開館したものの、外壁倒壊で被害を被った近隣住民からの強い反発が暫く続いた。再開以降は、従来のユナイテッド・アーティスツやパラマウント映画のほか、フォックス・フィルム極東支社の封切り館として特約。1924年（大正13年）には、東亜キネマ等持院撮影所製作、牧野省三プロデュース、金森万象脚本・監督の『ロビンフットの夢』と帰山教正率いる映画芸術協会製作の帰山脚本・監督作『自然は裁く』を同館で封切り公開している。
1928年（昭和3年）に根津「芙蓉館」を設計した小湊健二設計による建物が完成、暫くして高柳淳之助配下の人士だった小林兵庫が経営を引き継いだ。小林は神田駿河台に当時邸宅を構え、同2丁目11番に従業員の居住施設「東キネ寮」を設置した。だが、1934年（昭和9年）2月6日に活動弁士の村田嘉楽が解雇されたことから、同月10日に同館従業員が争議を決行。従業員側には日本労働同盟東京連合会が支援し、21日に村田の復職で争議は解決した。
映画館は戦災にも耐え、1970年代には閉館。閉鎖後も長きにわたって建物は他の用途に使用されていたが、1992年（平成4年）7月に解体された。藤森照信は、同館を日本に現存する唯一のダダイスム建築ではないかと指摘している。また、「東キネ寮」は現在も「さいかち坂」沿いに存在している。

## 東洋キネマと文学
多くの文学者が同館で映画をみたことを日記に書き残し、小説に同館を登場させている。
- 徳田秋聲『病める日輪』（東方社、1949年）
- 高見順『続高見順日記』（勁草書房、1975年）
- 山本夏彦『冷暖房ナシ』（文藝春秋、1984年11月 ISBN 416339270X）
- 野上弥生子『野上弥生子日記』
- 内田百閒『百鬼園日記帖』（論創社、1981年5月 / 筑摩書房、2004年5月 ISBN 4480039007）

ほかにも寺田寅彦、尾崎一雄、宮本百合子、阿部昭等の日記に登場する。

## 参考書籍
- 藤森照信『建築探偵の冒険 東京篇』(筑摩書房、1986年4月 ISBN 4480853065）
ちくま文庫、1989年12月 ISBN 4480023712
- 宮崎学『突破者それから』(徳間書店、1998年12月）
幻冬舎アウトロー文庫、（改題）『地上げ屋　突破者それから』2000年12月 ISBN 4344400534

　地価バブル時、東洋キネマを含む神保町界隈の地上げの様子を詳しく描く。

## 関連事項
- さいかち坂 - 東キネ寮